# Henry könyve
A Henry könyve (eredeti cím: The Book of Henry) 2017-ben bemutatott amerikai filmdráma, amelyet Gregg Hurwitz forgatókönyvéből Colin Trevorrow rendezett. A főbb szerepekben Naomi Watts, Jaeden Lieberher, Jacob Tremblay, Sarah Silverman, Lee Pace, Maddie Ziegler és Dean Norris látható.
A film világpremierje a Los Angeles-i Filmfesztiválon volt 2017. június 14-én. Az Amerikai Egyesült Államokban június 16-án mutatták be a mozikban a Focus Features forgalmazásában. Bevételi szempontból megbukott; a 10 milliós költségvetésével szemben mindössze 4,6 millió dollárt hozott. Általában negatív visszajelzéseket kapott a kritikusoktól, akik a forgatókönyv zavarba ejtő fordulataira és hangnemváltásaira, valamint Trevorrow rendezésére hivatkoztak, bár a szereplők és a film törekvései dicséretet kaptak.

## Cselekmény
Susan Carpenter egyedülálló anyuka, aki két fiával, Henryvel és Peterrel él egy Hudson-völgyi kisvárosban. Henry csodagyerek, tizenegy évesen már rengeteg pénzt keresett a tőzsdén. Egy nap beleszeret a szomszéd lányba, Christina Sicklemanbe, de valami megmagyarázhatatlan okból kifolyólag a lány depressziósnak tűnik. Miután Henry utánajár a dolognak, rájön, hogy Christinát a mostohaapja, Glenn, a helyi rendőrfőnök bántalmazza. Henry jelenti az ifjúságvédelmi hivatalnak és az iskola igazgatónőjének, Mrs. Wildernek, de eredménytelenül. Mivel Glenn rendőrfőnöki pozíciója révén kapcsolatban áll a kormánnyal, mind az ifjúságvédelmi hivatal, mind az igazgatónő vonakodik attól, hogy konkrét bizonyítékok nélkül eljárást indítson ellene.
Henry végül egyedül próbálja megmenteni Christinát, és részletes tervet dolgoz ki, amelyet feljegyez a noteszébe. Miután Henry súlyos rohamot kap, kórházba szállítják, ahol agydaganatot diagnosztizálnak nála. Nem sokkal a közelgő műtétje előtt Henry utasítást ad Peternek, hogy adja oda Susannak a jegyzetfüzetet. Néhány nappal később Susan karjaiban meghal.
Henry halála megrázza Susant, és nehezen boldogul a mindennapi életben. Amikor Peter átadja neki a jegyzetfüzetet, azt a célt tűzi ki maga elé, hogy valóra váltja Henry tervét, és ezzel megmenti Christinát. A jegyzetfüzet részletes utasításokat tartalmaz arra vonatkozóan, hogyan kell Glennt mesterlövészpuskával lelőni. Susan alibije állítólag Christina és Peter egy iskolai színdarabja, amely éppen akkor zajlik. Az előadás alatt Susan kioson a teremből, és elkezdi megvalósítani Henry tervét. Mielőtt meghúzná a puska ravaszát, rájön, az egész terv bármilyen jó is, mégiscsak egy gyermeki fantázia szüleménye volt, és felnőttként kell cselekednie. Ahelyett, hogy megölné Glennt, szembeszáll vele, és elmagyarázza neki, tud a Christinával szembeni visszaéléseiről. Glennt ez nem hatja meg, és azt feleli, úgysem hisz neki senki. Ugyanakkor Wilder igazgatónő, akit lenyűgözött Christina táncbemutatója, úgy dönt, mégiscsak vizsgálatot indít Glenn ellen. Az ifjúságvédelmi hivatalban egy rokonával folytatott telefonbeszélgetés során Glenn megtudja, hogy eljárás indult ellene. Amikor a rendőrség megérkezik, öngyilkosságot követ el.
Mostohaapja halála után Christinát Susan örökbe fogadja.

## Szereplők
| Szereplő          | Színész          | Magyar hang      |
| ----------------- | ---------------- | ---------------- |
| Susan Carpenter   | Naomi Watts      | Haumann Petra    |
| Henry Carpenter   | Jaeden Lieberher | Tóth Márk        |
| Peter Carpenter   | Jacob Tremblay   | Kadosa Patrik    |
| Sheila            | Sarah Silverman  | Kis-Kovács Luca  |
| Glenn Sickleman   | Dean Norris      | Berzsenyi Zoltán |
| Dr. David Daniels | Lee Pace         | Mihályfi Balázs  |
| Christina         | Maddie Ziegler   | Pekár Adrienn    |
| Wilder igazgatónő | Tonya Pinkins    | Kocsis Mariann   |
| John              | Bobby Moynihan   | Kapácsy Miklós   |
| Mrs. Evans        | Geraldine Hughes | Ősi Ildikó       |
| Morris            | Jackson Nicoll   |                  |

### Magyar változat
- Főcím: Bozai József
- Magyar szöveg: Gáspár Bence
- Hangmérnök: Pataki Tamás
- Vágó: Sári-Szemerédi Gabriella
- Gyártásvezető: Kincses Tamás
- Szinkronrendező: Dóczi Orsolya

A szinkront a Mafilm Audio Kft. készítette el.

## A film készítése
Hurwitz 1998-ra írta meg a forgatókönyv első változatát. A filmet végül Jenette Kahn vásárolta meg, és a Sidney Kimmel Entertainment is csatlakozott producerként. A Kimmel Entertainment egyik vezetője úgy gondolta, hogy Colin Trevorrow lenne a megfelelő rendező a filmhez. Trevorrow és Hurwitz jól megértették egymást, de Trevorrowt közben leszerződtették a Jurassic World rendezésére. Másik rendezőt is fontolgattak. 2015 elején, miután Trevorrow befejezte a Jurassic Worldöt, visszatért a filmhez. A filmet a Kimmel Entertainment és a Double Nickel Entertainment finanszírozta és koprodukálta; a producerek Sidney Kimmel, Jenette Kahn és Adam Richman voltak. A Focus Features szerezte meg a világméretű forgalmazási jogokat.
A forgatási munkálatok 2015 szeptemberében kezdődtek New York városában és környékén, és novemberben fejeződtek be. A film zenéjét Michael Giacchino szerezte. Stevie Nicks egy új dalt is elénekelt benne.